# Culicoides nudipalpis
Culicoides nudipalpis är en tvåvingeart som beskrevs av Mercedes Delfinado 1961. Culicoides nudipalpis ingår i släktet Culicoides och familjen svidknott. Inga underarter finns listade i Catalogue of Life.